# あしずりダディー牧場
あしずりダディー牧場（あしずりダディーぼくじょう）は、高知県土佐清水市にある養老牧場。引退した競走馬などの養老所（引退馬預託施設）であるとともに、馬を通じた体験型観光も行っている。

## 概要
2011年（平成23年）3月28日に設立された。同年秋に放牧場が完成した。2012年（平成24年）10月26日に特定非営利法人（NPO法人）となった。
2021年秋に土佐清水市三崎から同市松尾の唐人駄場園地前へ移転した。移転先は広さ約2千坪の芝生広場となっている。また、食用として飼育されていたブルトン種の馬「由美子」をクラウドファンディングを活用して購入し、2024年（令和6年）4月には唐人駄場園地で観光馬車の体験イベントが開催された。

## 主な入厩馬
- オリジナルステップ（2012年3月入厩[5]、2016年9月死亡[5]）
- セニョールベスト（2014年9月入厩[6]、2014年10月死亡[6]）
- ダノンゴーゴー（2020年5月入厩[7]、2023年6月死亡[8]）
- クラリティスカイ（2020年12月入厩）[7]
- モルトベーネ